# Top Model (Thụy Điển mùa 1)
Mùa đầu tiên của Top Model (hay Top Model Stockholm hoặc là Top Model Sthlm). Chương trình được tổ chức bởi Vendela Kirsebom, người cũng tổ chức cho Norway's Next Top Model của Na Uy.
Người chiến thắng trong cuộc thi là Hawa Ahmed, 18 tuổi từ Norrköping. Cô giành được: 1 hợp đồng người mẫu với LA Models ở Los Angeles, 1 hợp đồng người mẫu với New York Model Managament ở New York và chiến dịch quảng cáo cho Make Up Store.
Á quân Margarita Maiseyenka, 19 tuổi đã bị trục xuất khỏi Thụy Điển và trở lại Belarus sau khi chương trình phát sóng, nơi cô ở lại trong sáu tháng.

## Các thí sinh
(Tuổi tính từ ngày dự thi)
| Thí sinh             | Tuổi | Chiều cao               | Quê quán     | Bị loại ở | Hạng               |
| -------------------- | ---- | ----------------------- | ------------ | --------- | ------------------ |
| Lina Svenaeus        | 24   |                         |              | Tập 2     | 13 (dừng cuộc thi) |
| Albulena Grajqevci   | 19   | 1,74 m (5 ft 8+1⁄2 in)  | Malmö        | Tập 2     | 12                 |
| Linda Lindén         | 21   | 1,72 m (5 ft 7+1⁄2 in)  | Genarp       | Tập 3     | 11                 |
| Hanna Markendahl     | 18   | 1,78 m (5 ft 10 in)     | Strömstad    | Tập 4     | 10                 |
| Pauline Naisubi      | 22   | 1,73 m (5 ft 8 in)      | Kalmar       | Tập 5     | 9                  |
| Daniella Pedersen    | 20   | 1,77 m (5 ft 9+1⁄2 in)  | Malmö        | Tập 6     | 8-7                |
| Nadia Borra          | 21   | 1,79 m (5 ft 10+1⁄2 in) | Göteborg     | Tập 6     | 8-7                |
| Malin Karlén         | 18   | 1,80 m (5 ft 11 in)     | Stockholm    | Tập 7     | 6                  |
| Jenny Andersson      | 16   | 1,81 m (5 ft 11+1⁄2 in) | Borås        | Tập 8     | 5                  |
| Pia Åkesson          | 17   | 1,73 m (5 ft 8 in)      | Stockholm    | Tập 10    | 4                  |
| Sanna Lindfors       | 16   | 1,76 m (5 ft 9+1⁄2 in)  | Kristianstad | Tập 11    | 3                  |
| Margarita Maiseyenka | 19   | 1,73 m (5 ft 8 in)      | Stockholm    | Tập 12    | 2                  |
| Hawa Ahmed           | 18   | 1,75 m (5 ft 9 in)      | Norrköping   | Tập 12    | 1                  |

## Thứ tự gọi tên
| Thứ tự | Tập       | Tập       | Tập       | Tập       | Tập       | Tập       | Tập       | Tập       | Tập       | Tập       | Tập |
| Thứ tự | 2         | 3         | 4         | 5         | 6         | 7         | 8         | 10        | 11        | 12        |     |
| ------ | --------- | --------- | --------- | --------- | --------- | --------- | --------- | --------- | --------- | --------- | --- |
| 1      | Daniella  | Hawa      | Hawa      | Jenny     | Margarita | Margarita | Pia       | Hawa      | Margarita | Hawa      |     |
| 2      | Pia       | Sanna     | Pauline   | Daniella  | Pia       | Pia       | Sanna     | Sanna     | Hawa      | Margarita |     |
| 3      | Hawa      | Pauline   | Margarita | Pia       | Jenny     | Hawa      | Hawa      | Margarita | Sanna     |           |     |
| 4      | Malin     | Margarita | Sanna     | Hawa      | Sanna     | Sanna     | Margarita | Pia       |           |           |     |
| 5      | Pauline   | Daniella  | Daniella  | Sanna     | Hawa      | Jenny     | Jenny     |           |           |           |     |
| 6      | Margarita | Jenny     | Pia       | Margarita | Malin     | Malin     |           |           |           |           |     |
| 7      | Hanna     | Pia       | Jenny     | Malin     | Nadia     |           |           |           |           |           |     |
| 8      | Sanna     | Hanna     | Nadia     | Nadia     | Daniella  |           |           |           |           |           |     |
| 9      | Linda     | Nadia     | Malin     | Pauline   |           |           |           |           |           |           |     |
| 10     | Nadia     | Malin     | Hanna     |           |           |           |           |           |           |           |     |
| 11     | Jenny     | Linda     |           |           |           |           |           |           |           |           |     |
| 12     | Albulena  |           |           |           |           |           |           |           |           |           |     |
| 13     | Lina      |           |           |           |           |           |           |           |           |           |     |

     Thí sinh bị loại
     Thí sinh chiến thắng cuộc thi
- Tập 1 là tập casting. Từ 29 thí sinh bán kết được giảm xuống còn 12 cô gái.
- Trong tập 2, Lina dừng cuộc thi vì lí do cá nhân nên Daniella, thí sinh bán kết bị loại ở tập trước, được thêm vào cuộc thi.
- Trong tập 9, không có ai bị loại.

### Buổi chụp hình
- Tập 1: Ảnh chân dung tự nhiên (casting)
- Tập 2: Siêu anh hùng ở Stockholm
- Tập 3: Ảnh chân dung vẻ đẹp khỏa thân phần trên
- Tập 4: Ảnh trắng đen khỏa thân phần trên với người mẫu nam
- Tập 5: Yoga trên nước
- Tập 6: Phong cách đồng quê
- Tập 7: Người nổi tiếng trên thảm đỏ
- Tập 8: Tạo dáng với động vật
- Tập 9: Tạo dáng trên tầng thượng của Globen
- Tập 10: Pin-up
- Tập 11: Nước hoa dựa theo tính cách cá nhân
- Tập 12: Vũ công trong phòng khiêu vũ